# 雷当日
雷当日（法語：Redange），或称阿泰尔特河畔雷当日（法語：Redange-sur-Attert），是卢森堡西部的一个市镇，与比利时接壤，是雷当日县的首府。阿尔泽特河的支流阿泰尔特河流经雷当日。 
雷当日是欧盟委员会主席让-克洛德·容克的出生地。 